# Tortyra aurofasciana
Tortyra aurofasciana là một loài bướm đêm thuộc họ Choreutidae. Nó được tìm thấy ở Tây Indies.